# 印度駐賈夫納總領事館
印度駐賈夫納總領事館是印度共和國派駐斯里蘭卡北部省賈夫納的外交機構。

## 歷史
印度驻贾夫纳总领事馆成立于2010年11月27日。开馆后的首任总领事为文卡塔查拉姆·玛哈林甘。2013年3月，领馆内设立了向公众开放的印度角，旨在展示印度丰富的文化遗产，促进印度和斯里兰卡之间多层次的文化交流。
總領事館位於賈夫納纳卢尔马鲁塔迪弄（Maruthady Lane）14号。

## 領區
印度駐賈夫納總領事館的辖区包括斯里蘭卡北部省的五个區，即贾夫纳区、基利諾奇區、穆萊蒂武區、馬納爾區和瓦武尼亞區，贾夫纳是领事馆所在地。

## 總領事
現任總領事萨伊·穆拉利·S於2024年2月26日就任。